# 学校法人本郷学園
学校法人本郷学園（がっこうほうじんほんごうがくえん）は、東京都豊島区駒込に所在し、「本郷中学校・高等学校」と「もみじ幼稚園」を運営する学校法人。

## 概要
1921年（大正10年）5月に、本郷中学校設立準備委員会として設立された。その名の通り旧制本郷中学校を設立するための準備をする委員会である。高松松平家第12代当主である松平賴壽が設立した。当時は中等教育が急速に普及していたが、官公立の中学は学校数が少なく、地元の本郷区立誠之小学校から多くの子弟の進学が困難であったし、また教育界が知育偏重・画一的な教育に大勢を占められていた。松平はこうした状況を憂え、1923年(大正12年)4月、旧制本郷中学校（現・本郷中学校・高等学校）を開校した。
1954年（昭和29年）には、本郷中学校・高等学校の名誉校長であり、かつて第2代学校長であった、徳川宗敬が、もみじ幼稚園を開園した。現在、もみじ幼稚園正門に掲げられている表札の「もみじ幼稚園」の字は、徳川宗敬が書いたものである。

## 沿革
以下、特に断りがなければ、「理事長」は学校法人本郷学園の理事長、「学校長」・「名誉校長」は旧制本郷中学校及び本郷中学校・高等学校の学校長・名誉校長、「幼稚園長」はもみじ幼稚園の幼稚園長を示すものとする。
- 1921年（大正10年）5月 - 本郷中学校設立準備委員会発足。
- 1923年（大正12年）4月 - 旧制本郷中学校開校。初代理事長兼初代学校長に松平賴壽、初代教頭に永井道明が就任。
- 1944年（昭和19年）
  - 9月 - 初代理事長兼初代学校長･松平賴壽逝去、第2代理事長に松平賴明が就任。
  - 11月 - 第2代学校長に徳川宗敬が就任。
- 1948年（昭和23年）4月 - 学制改革に伴い、旧制本郷中学校が「本郷中学校・高等学校」となる。
- 1949年（昭和24年）6月- 第3代学校長に内山静一が就任。第2代学校長・徳川宗敬は、学校長を退任し、名誉校長に就任。
- 1954年（昭和29年） - もみじ幼稚園開園。名誉校長である徳川宗敬が初代幼稚園長を兼務。
- 1958年（昭和33年）6月 - 第2代理事長・松平賴明が第4代学校長を兼務。この年、新制本郷中学校の生徒募集を中止。
- 1959年（昭和34年）1月 - 本郷高等学校に機械科を併設。
- 1966年（昭和41年）4月 - 本郷高等学校にデザイン科を併設。
- 1985年（昭和60年）4月 - 本郷高等学校に理数科を併設。
- 1986年（昭和61年）2月 - 本郷中学校を再開。
- 1989年（平成元年） - 第2代理事長兼第4代学校長･松平賴明が第2代幼稚園長を兼務。
- 1990年（平成2年）
  - 2月 - 第2代理事長兼第4代学校長兼第2代幼稚園長･松平賴明逝去。第3代理事長に松平賴武が就任。
  - 4月 - 第5代学校長に新井勲夫が就任。
  - この年、第3代幼稚園長に平野鈴子が就任。
- 1993年（平成5年） - 第4代幼稚園長に西野紀代子が就任。
- 1995年（平成7年）4月 - 第3代理事長・松平賴武が第6代学校長を兼務。
- 1997年（平成9年） - 第5代幼稚園長に福永恭子が就任。
- 2002年（平成14年）4月 - 第7代学校長に高橋雄が就任。 本郷高等学校の理数科の募集を停止。
- 2008年（平成20年）4月 - 第8代学校長に北原福二が就任。
- 2016年（平成28年）4月 - 第9代学校長に佐久間昭浩が就任。第6代幼稚園長に宮川悦子が就任。
- 2024年（令和6年）4月 - 第10代学校長に木村友彦が就任。

## 運営校
- 本郷中学校・高等学校 - 通常、「本郷学園」というときは、この本郷中学校・高等学校のことを示すことが多い。
- もみじ幼稚園